# 任務型語言學習
任務型語言學習（task-based language learning，縮寫 TBLL），又稱任務型教學（task-based language teaching，縮寫 TBLT）、任務型教學法（task-based instruction，縮寫 TBI），是一種語言教學法。這種教學法重視真實道地的語言，而學生必須使用目標語言完成有意義的任務，例如打電話訂購商品、安排行程時間、製作流程圖表等等。教師不以語言是否精準來評量學生的表現，而是重視任務的結果是否確實完成，例如是否真的訂購到某樣指定商品等等。因此任務型語言學習特別適合訓練學生的口語流利度以及說外語的自信心。
在印度班加羅爾市任職的學者普拉布（N. Prabhu）是任務型語言學習的重要提倡者。珍·威里斯（Jane Willis）則把任務型語言學習的流程切割為三大部分：任務前活動、任務期以及語言焦點。

## 实践流程
顧名思義，任务型教学法认为一堂课的中心是“任务”。为了让学生可以完全注意力集中在任务上，在课堂活动中的所有语言方方面的东西都要被忽略。进行一节任务型教学的课堂有许多个有效的方法，下面所列的是由珍·威里斯提出的一个相对完全的框架。

### 任務前活動
在任务开始前，教师向学生说明一节课他们要进行的任务。另外，教师也可以在此之前给学生教一些与此次任务相关的词汇和语法上的知识，尽管在一个“完全纯粹”的任务型教学的课堂中，这些知识点都应是以建议的方式呈现的，而且应该鼓励学生用那些他们自己感到有用和有助于他们完成任务的知识。任务指导者可以通过自己动手做示范，也可以通过图片、音频和视频等方式呈现一个任务模型。

### 任務期
在完成任务过程中，通常学生是组成小组完成任务，尽管这是有些依赖别人的方式。教师在任务中扮演着特别的角色，通常是一个观察者或指导者，这样做的理论依据和目的则是创建一个较以前的教学法中更加以学生为中心的环境。

### 准备
完成任务后，每组学生要准备通过书面或口头的向全班其他学生展示自己的成果，教师可以就此提出问题或者简单地指导一下这组学生。

### 报告
接下来的阶段是，学生将本组的成果向全班其他学生做报告。这时，教师可以提供书面或口头上的反馈，同时，其他学生也可以提供反馈。

### 分析
这一项阶段是要求教师将注意力转移到对任务完成过程中，而不是语言汇报中所发生的事情、产生的问题。这也会包含一些学生可能用到的语言上的展现的形式和学生产生的问题，或者一些学生用到的、应该加以转述或者进一步说明的语言上的表现形式。

### 实践
实践阶段会包含教师在分析阶段所用到的材料。教师可以在这个阶段向学生强调一下一些语言上的重点。